# Reformierte Kirche Oberuzwil

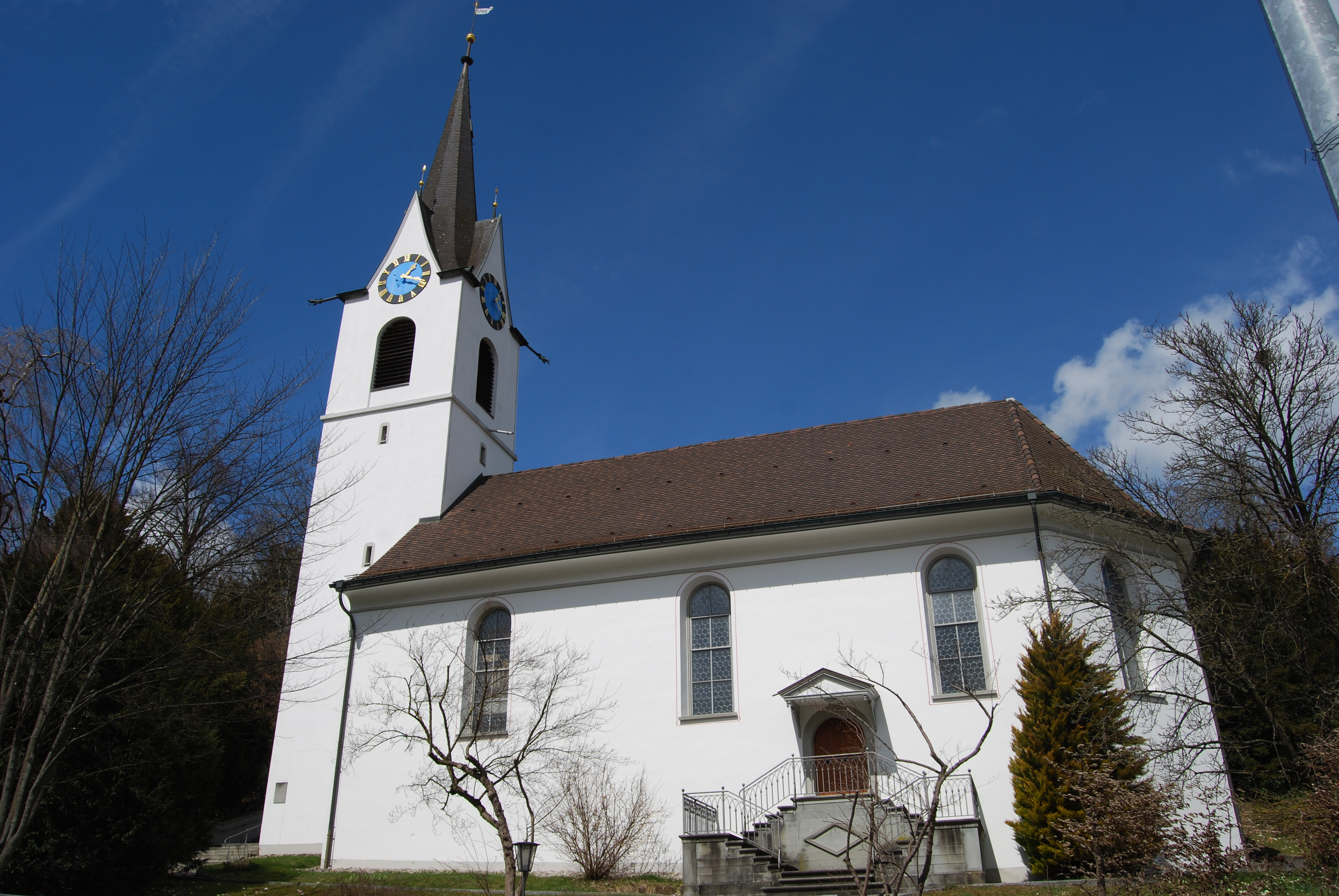
Reformierte Kirche Oberuzwil

Die reformierte Kirche Oberuzwil ist ein barockes Kirchengebäude von Hans Ulrich Grubenmann in Oberuzwil.

## Baugeschichte
Die Kirche wurde 1765 bis 1766 durch den Baumeister Hans Ulrich Grubenmann errichtet. Er griff bei der Grundrissform auf das bewährte Konzept der Saalkirche mit dreiseitigem Abschluss zurück, das er bereits bei der Kirche Oberrieden zur Anwendung gebracht hatte. Das Schiff ist 23 Meter lang und 12,2 Meter breit. Die Dachkonstruktion führte der Brückenbaumeister Grubenmann in Brückenbauweise mit Hängewerk aus. Der Turm wurde 1901 aufgestockt und trägt daher nicht mehr die wohlproportioniert-eleganten Züge, die Grubenmanns Kirchtürme sonst auszeichnen.

## Ausstattung
Die Rokoko-Stuckaturen sind dem Vorarlberger Stuckateur Peter Anton Moosbrugger zugeschrieben, der auch die Stuckaturen der 1764–1767 erbauten Kirche Wädenswil ausführte, die als Grubenmanns Meisterwerk gilt. Der Taufstein mit einfachen Sandstein-Rocaillen und den Initialen Grubenmanns könnte eine Stiftung des Baumeisters sein. Die Orgel wurde 1967 von Rieger erbaut und verfügt über 25 Register mit drei Manualen und Pedal.